# اودروویتسه
اودروویتسه (به چکی: Odrovice) یک منطقهٔ مسکونی در جمهوری چک است که در ناحیه برنو-تسوونتری واقع شده‌است. اودروویتسه ۴٫۷۹ کیلومتر مربع مساحت و ۲۱۷ نفر جمعیت دارد و ۱۸۶ متر بالاتر از سطح دریا واقع شده‌است.